# A kalandor (film, 1996)
A kalandor (eredeti címén The Quest) 1996-ban bemutatott amerikai harcművészeti film.
A filmet Jean-Claude Van Damme rendezte (ez volt rendezői debütálása), valamint forgatókönyvíróként is részt vett annak elkészítésében. A főbb szerepekben Van Damme, Roger Moore, Janet Gunn és James Remar látható.
Az Amerikai Egyesült Államokban 1996. április 26-án bemutatott film jegyeladások tekintetében jól teljesített, de a kritikusok nem voltak pozitív véleménnyel róla.
Frank Dux állítása szerint részt vett a film forgatókönyvének megírásában, melyért cserébe Van Damme-tól nem kapott honoráriumot, a bíróság azonban elutasította Dux vádjait.

## Rövid történet
Az 1920-as években játszódó történet egy Tibetben megrendezett nemzetközi harcművészeti bajnokságról szól, melynek résztvevői a dicsőség mellett egy színarany sárkányszoborért is küzdenek.

## Cselekmény
Napjainkban egy idős férfi lép be egy bárba, majd közelharcban könnyedén ártalmatlanná teszi az oda nemsokára betérő rablóbandát. A megdöbbent csapos kérdésére az idős férfi mesélni kezd fiatalkoráról.
Christopher Dubois (Jean-Claude Van Damme) huszonéves zsebtolvaj az 1920-as évek New Yorkjának utcáin él. Az árvaként felnőtt, harcművészetekben jártas Dubois lopásból szerzett pénzével segít egy elárvult utcagyerekekből álló csapatot. Miután egy gengsztertől is nagyobb összeget lovasít meg, Dubois-nak menekülnie kell és potyautasként egy hajóra kerül. A fegyvercsempészekből és kalózokból álló legénység azonban rátalál és fizikai munkára kényszeríti – mikor már nincs rá szükségük, végezni akarnak vele, de egy szélhámos brit zsoldos, Lord Edgar Dobbs (Roger Moore) megtámadja
és megszállja a hajót. Dubois és Dobbs a harc során megmenti egymás életét: a brit felajánlja Dubois-nak a hazajutás lehetőségét, de becsapja és eladja őt rabszolgának egy Sziámhoz közeli szigetre, ahol a helyiek Dubois-nak Muay Thai-t tanítanak.
Fél évvel később Dobbs és bűntársa, Harri Smythe (Jack McGee) egy Muay Thai mérkőzésen látja ismét az immár képzett harcos Dubois-t. Dobbs megváltja a férfi szabadságát, azzal a hátsó szándékkal, hogy az Amerikai Egyesült Államok képviseletében versenyeztesse a Tibetben megrendezett nemzetközi harcművészeti viadalon. A versenyre a világ minden tájáról érkeznek harcosok, akik egy színarany sárkányszoborért küzdenek. Az utazás során csatlakozik hozzájuk az amerikai riporternő Carrie Newton (Janet Gunn) és a szintén amerikai nehézsúlyú bokszbajnok Maxie Devine (James Remar) is.
A viadal alatt Dobbs és Smythe megpróbálja ellopni a szobrot, de fogságba esnek és kínhalálra ítélik őket. Dubois végül megnyeri a versenyt, a döntőben legyőzve rettegett mongol ellenfelét és megváltva társai szabadságát – cserébe az aranyszobor továbbra is a szervezők tulajdonában marad.
A jelenkorban Dubois elmeséli, hogy New Yorkba visszatérve segíteni tudott az árváknak. Devine számos tehetséges bajnokot kinevelt, míg Dobbs és Smythe kereskedőállomást nyitott az Amazonas mentén. A záró jelenetben a Carrie Newton által íródott könyv becsukódik, felfedve ezáltal a címét – A kalandor.

## Szereplők
| Színész                  | Szerep                                      | Magyar hang                 |
| ------------------------ | ------------------------------------------- | --------------------------- |
| Jean-Claude Van Damme    | Christopher Dubois / narrátor (idős Dubois) | Mihályi Győző / Gruber Hugó |
| Roger Moore              | Lord Edgar Dobbs                            | Láng József                 |
| Janet Gunn               | Carrie Newton                               | Földesi Judit               |
| James Remar              | Maxie Devine                                | Vass Gábor                  |
| Jack McGee               | Harri Smythe                                | Kránitz Lajos               |
| Aki Aleong               | Khao                                        | Harsányi Gábor              |
| Abdel Qissi              | Khan (mongol harcos)                        | eredeti nyelven             |
| Louis Mandylor           | Riggi                                       | Németh Gábor                |
| Chang Ching Peng Chaplin | Tchi mester                                 | Verebély Iván               |
| Ryan Cutrona             | O'Keefe őrmester                            | Csurka László               |
| Chai Chapanond           | felkonferáló láma                           | Várkonyi András             |
| Manon Marcoux            | nevelőnő                                    | Kassai Ilona                |
| Matt Lyon                | Billy                                       | Szalay Csongor              |
| Rudy Gontha              | tibeti fogadós                              | Pataky Imre                 |
| Gordon Masten            | csapos                                      | Kardos Gábor                |

## Fogadtatás

### Bevételi adatok
A kalandor 1996. április 26-án került az amerikai mozikba: a bemutató hetében első helyen nyitott, 7 millió dolláros bevétellel. Május elejére a harmadik helyre esett vissza, végül az amerikai jegyeladásokból 21, 6 millió, míg a többi országban 35,8 millió dolláros bevételt hozott. A 12 millió dollárból készült film összbevétele így 57,4 millió dollár lett.

## Fordítás
- Ez a szócikk részben vagy egészben  a   The Quest (film) című angol Wikipédia-szócikk fordításán alapul.  Az eredeti cikk szerkesztőit annak laptörténete sorolja fel. Ez a jelzés csupán a megfogalmazás eredetét és a szerzői jogokat jelzi, nem szolgál a cikkben szereplő információk forrásmegjelöléseként.